# Feudum
A feudum vagy hűbér Nyugat-Európában a feudalizmusnak a 12–13. századi kialakult formájában az adományozó hűbérúr irányában főleg katonai szolgáltatással terhelt földbirtokot jelentette, amelyet a megadományozott hűbéresnek vagy vazallusnak személyesen kellett teljesítenie.

## Kialakulása és nevének eredete
A feudum szó a latin pecus 'marha, jószág' szó rokona, amelyhez hasonló többértelmű szó minden germán nyelvben létezett – ahogy a magyarban is – az ingó jószág, illetve annak legértékesebb részének, a lábasjószágnak a jelölésére. A németben Vieh, ezt átvéve a galloromán nyelvben a fief, Burgundiában feos, a provanszál nyelvben feu. 
Kezdetben a frank király – a 10. századi viking és magyar betörések idején már nagyobb helyi urak is  –, a neki szolgálatot tevőket ingó vagyonnal fizette ki, innen a szó eredete, majd a feudalizmus 9–12. századi kialakulása során gyakorivá vált – „jótétemény”nek, benefíciumnak is nevezett – telek, földbirtok adományozása is ellentételezésként, végül ez vált a megszokottabb formává, ezért a korabeli latin feudum szó is jelentésváltozáson ment keresztül és a beneficiummal rokonértelművé válva, földbirtok, hűbérbirtok jelentést nyert végül. A beneficium mellett precariumnak (latinul 'könyörgés') is nevezték kezdetben, ami a kérvényező levél eredményeképpen való adományozásra utal. A fief szó először egy languedoci ügyiratban jelent meg, de az észak-franciaországi Hainaut-ban még 1087-ben is úgy fogalmaznak, hogy „beneficium, amit közönségesen hűbérnek (fief) mondanak” 

## Időtartama és örökölhetősége
A hűbér kezdetben nem volt örökölhető, sőt még élethossziglani sem, ha a hűbéres nem teljesítette kötelezettségeit. Bármikor való visszavehetőségét máig megőrizte a hűbérbirtokot jelentő német Lehn 'kölcsön' szó.  Így a hűbérbirtok mintegy a szolgálat bére volt arra az időre, amíg a szolgálat tartott. Az orvosok és ügyvédek tiszteletdíja, amelyet angolul ma is fee-nek mondanak, megőrizte ezt a bérjelleget. 
A hűbérbirtok a 11–12. században gyakorlatilag egész Nyugat-Európában örökletessé vált.  A hűbért kezdetben megkülönböztették a tisztségviselők (grófok, őrgrófok, hercegek) honorjaitól, amelyeket kezdetben a király bármikor visszavehetett, akkor is, ha a tisztségviselő semmilyen vétséget nem követett el. Idővel azonban a két intézmény egymás szinonimájává vált, ahogy mindkettő örökletes lett. 